# Cuataceo
Cuataceo es una localidad del municipio de Cutzamala de Pinzón, en el estado mexicano de Guerrero, en la región de Tierra Caliente. En sus cercanías hay yacimientos paleontológicos dentro de la Formación Mal Paso.

## Toponimia
Cautaceo significa en purépecha: Lugar de casas o petacas.

## Localización
Se ubica al oeste del municipio, colindando con el estado de Michoacán, el único acceso a la comunidad es por un camino de terraceria que en Chumbítaro entronca con la carretera federal 51 entre las ciudades de Huetamo y Ciudad Altamirano. Sus coordenadas geográficas son 18º 32' 37" de latitud norte, y 100º 43' 33" de longitud oeste.

## Límites
Al norte colinda con el pueblo de Curindichapio, al oeste con el municipio de San Lucas en el estado de Michoacán, al sur con el pueblo de Chumbítaro y al este con el pueblo de Characo.

## Yacimientos paleontológicos
Los dos yacimientos peleontológicos cercanos al poblado son El Vado y Cacánicua. El primero localizado a 200 metros al este del poblado y el segundo a 300 metros al norte.

## Hidrografía
A la localidad la atraviesa el arroyo denominado Malpaso y existe un manantial.

## Emigración
En los años 1950s y 1960s, habitantes del poblado emigraban temporalmente a Veracruz al corte de caña. A partir de los años 1970s la emigración fue hacia Estados Unidos.

## Gastronomía
La gastronomía de la localidad es la misma de toda la Tierra Caliente: Los huchepos, tamales hechos con masa de maíz tierno que se sirven bañados de crema bronca y salsa de molcajete. Las toqueres que es una tortilla de maíz tierno servida con queso fresco y salsa de molcajete. Los tamales nejos (tamales de ceniza) que se acompañan principalmente con mole.

## Población
Según el Censo de Población y Vivienda 2010 efectuado por el Instituto Nacional de Estadística y Geografía (INEGI) en 2010, Cuataceo tenía un total de 171 habitantes, de los cuales 84 eran hombres y 87 eran mujeres.
| Población histórica de Cuataceo |      |      |      |      |      |      |      |
| 1892                            | 1900 | 1910 | 1921 | 1930 | 1940 | 1950 | 2000 |
| 585                             | 291  | 181  | 258  | 222  | 240  | 436  | 190  |
| Fuente: INEGI                   |      |      |      |      |      |      |      |